# Wat (Kei Besar)
Wat ist eine der indonesischen Kei-Inseln.

## Geographie
Wat liegt in einer Bucht an der Westküste von Kei Besar, der östlichen Hauptinsel des Archipels. Nördlich befinden sich in der Bucht noch die Inseln Karod und Nota. Westlich, am Eingang der Bucht liegt die Insel Nuhuyanan. Wat gehört zum Distrikt (Kecamatan) Kei Besar des Regierungsbezirks (Kabupaten) der Südostmolukken (Maluku Tenggara). Dieser gehört zur indonesischen Provinz Maluku.